# TU (アルバム)
『TU』（トゥ）は、堂本剛の通算9枚目のアルバム。2015年5月20日にSHAMANIPPONより発売された。

## 解説
堂本の36歳の誕生日である、2015年4月10日0時0分、公式ホームページ「SHAMANIPPON」において、今作のリリースについて発表された。オリジナルアルバムとして2014年発売の『shamanippon -ロイノチノイ-』以来1年3ヶ月ぶりの作品。
今作は、堂本のソロプロジェクト「shamanippon」の第3弾アルバムと位置付けられているが、前々作・前作と続いたプロジェクト名を冠したタイトルからは外れ、同じく前々作から続いた副題も今作では採用されていない。
アルバムタイトルの『TU』（読み：トゥ）は、2014年頃から堂本とサポートメンバー内で流行した言葉をそのままタイトルに採用したもので、その言葉自体に意味があるものではない。『TU』自体は、主に言葉の中にある「とう」「す」などの音を「Tu」に言い換える形で使われることが多いが、厳密に使用法について定められたものではない。
楽曲としては、ソウル色やファンク色の強いナンバーを多数取りそろえた1枚となっている。
また、Mixに「Crystal」を取り入れた楽曲も多く、CDジャケットにも登場している。サポートメンバーとして、佐々木潤が初参加しており、今作では編曲を担当している。
前作以降に発表された作品では、2014年にウェブ限定でリリースされたシングル「PANTIES が だしたいんだ どしても」から「恋にも愛にも染まるような赤」「FUNKがしたいんだ どしても」（通常盤のみ）の2曲が、また、2014年に行われたライブ「平安神宮公演2014」において初披露された楽曲「赤い鼓動のHeart」（初回盤Aのみ）が収録されている。前々作・前作と続いたプロジェクト名が入ったタイトルの曲や、逆さ読みタイトルの曲は今作では収録されていない。
さらに、自身初となるアナログレコード（れこーどうもとつよし）を完全予約生産限定にて同年9月2日に発売することも同時に発表された。アナログレコードには、本作収録曲からセレクトされた8曲が収録される予定であったが結果的に全10曲収録にて発売された。
初回盤Aには、アルバム『shamanippon -ロイノチノイ-』の購入者対象の抽選特典として企画された「大人の社会科見学Part4」での当選者が参加した、収録曲の「FUNKがしたいんだ どしても」のMVとそのメイキング映像が、初回盤Bには、2014年に行われたライブツアー「FUNK詩謡夏私乱（読み：しようかしらん）」のツアードキュメンタリーがそれぞれDVDに収録されている。また、各形態（アナログレコードを除く）に封入される応募券による抽選で「大人の社会科見学Part5」が企画されている。
オリコンの週間アルバムランキングで初登場首位を獲得した。アルバム首位は、オリジナル盤『shamanippon -ラカチノトヒ-』（2012年4月発売）、カバー盤『カバ』（2013年5月発売）、前作に続き4作連続通算7作目。

## 収録曲
※全曲作詞作曲：堂本剛

### どうも とくべつよしちゃん盤（初回盤A）

#### CD
1. Tu FUNK
2. 魂（たま）サイダー
3. 心眼 接吻（しんがんせっぷん）
4. 人類（ぼく）の此処（ここ）
5. Funky舌鼓（したつづみ）
6. EENEN
7. 天命さん
8. 恋にも愛にも染まるような赤
9. 赤い鼓動のHeart ※初回盤Aのみ収録

#### DVD
1. FUNKがしたいんだ どしても Music Clip & Making

### とくべつよしちゃん盤（初回盤B）

#### CD
1. Tu FUNK
2. EENEN
3. Funky舌鼓
4. 人類の此処
5. 心眼 接吻
6. 天命さん
7. 魂サイダー
8. 恋にも愛にも染まるような赤
9. まだ 見ぬ 最愛 ※初回盤Bのみ収録

#### DVD
1. Live 2014"FUNK詩謡夏私乱"Tour Documentary?

### ふつうよし盤（通常盤）

#### CD
1. Tu FUNK
2. いとのとち ※通常盤のみ収録
3. Funky舌鼓
4. EENEN
5. 天命さん
6. 恋にも愛にも染まるような赤
7. Heart Disc ※通常盤のみ収録
8. FUNKがしたいんだ どしても ※通常盤のみ収録
9. 人類の此処
10. 魂サイダー
11. 心眼 接吻
12. いま あなたと 生きてる ※通常盤のみ収録

### れこーどうもとつよし（アナログレコード）
side A
1. Tu FUNK
2. EENEN
3. Funky舌鼓
4. いとのとち
5. Heart Disc

side B
1. FUNKがしたいんだ どしても
2. 心眼 接吻
3. 天命さん
4. 人類の此処
5. いま あなたと 生きてる